# Degaon, Sampgaon
Degaon là một làng thuộc tehsil Sampgaon, huyện Belgaum, bang Karnataka, Ấn Độ.